# Nástupní most

Nástupní most

Nástupní most (někdy též nástupní tunel; anglicky jet bridge, jetway, passenger boarding bridge) je uzavřený most, který sahá od brány v terminálu letiště po letadlo a umožňuje pasažérům přímý příchod na palubu letadla a přímé opuštění paluby letadla. Podle potřeby může být pevný nebo pohyblivý. Oproti autobusům je tento způsob mnohem rychlejší a pro cestující pohodlnější.
Některé zdroje uvádějí, že byl první nástupní most instalován 22. července 1959 na Mezinárodním letišti Hartsfield-Jackson v Atlantě, ale ostatní zdroje připisují toto prvenství Mezinárodnímu letišti O'Hare v Chicagu, Mezinárodnímu letišti v Los Angeles, letišti LaGuardia v New Yorku nebo Mezinárodnímu letišti v San Franciscu.